# Saussat
Saussat est une chanson de Nadau parue sur l'album Pengabelòt, en 1994.